# Siergiej Wołkensztejn
Siergiej Siergiejewicz Wołkensztejn (ros. Сергей Сергеевич Волкенштейн, ur. 20 maja?/2 czerwca 1900 w chutorze Chatki w obwodzie połtawskim, zm. 19 maja 1977 w Moskwie) – radziecki generał major artylerii, Bohater Związku Radzieckiego (1945).

## Życiorys
Był narodowości żydowskiej. Uczył się w gimnazjum, w październiku 1917 wstąpił do oddziału Czerwonej Gwardii, brał udział w rewolucji październikowej w Moskwie, później jako czerwonoarmista wyjechał do Zwienigorodu w celu ustanowienia tam władzy radzieckiej. W czerwcu 1918 wstąpił do Armii Czerwonej, pracował jako inspektor i instruktor w powiatowym komisariacie wojskowym, od maja 1919 walczył w wojnie domowej z wojskami Piotra Wrangla jako szef zwiadu 1 Komunistycznego Batalionu Specjalnego Przeznaczenia Samodzielnej Brygady Piechoty 13 Armii Frontu Południowego, od 1919 należał do RKP(b). W październiku 1920 został gubernialnym inspektorem połtawskiego terytorialnego okręgu pułkowego, później inspektorem 5 Połtawskiej Brygady Specjalnego Przeznaczenia, w 1926 ukończył artyleryjskie kursy doskonalenia kadry dowódczej w Łudze i został dowódcą plutonu artylerii w Winnicy, następnie pomocnikiem dowódcy i dowódcą baterii w Odessie, później służył w pułku artylerii w Wozniesieńsku i pracował jako inżynier w Zarządzie Naukowo-Technicznym Zarządu Artyleryjskiego Armii Czerwonej. W 1935 ukończył Akademię Wojskową im. Frunzego i został komenderowany służbowo do USA, po powrocie do ZSRR w lutym 1939 szkolił się na kursach doskonalenia wyższej kadry dowódczej przy Akademii Artyleryjskiej Armii Czerwonej im. Dzierżyńskiego, po czym został kierownikiem kursu artyleryjskiego, a w sierpniu 1939 szefem artylerii 126 Dywizji Piechoty Białoruskiego Okręgu Wojskowego. Brał udział w agresji ZSRR na Polskę we wrześniu 1939, a od grudnia 1939 jako szef artylerii 150 Dywizji Piechoty uczestniczył w wojnie z Finlandią, od kwietnia 1940 do marca 1941 był szefem artylerii 6 Korpusu Piechoty Kijowskiego Specjalnego Okręgu Wojskowego, potem został naczelnikiem szkoły artylerii w Kijowie.
Po ataku Niemiec na ZSRR brał udział w obronie Kijowa, w sierpniu 1941 wraz ze szkołą został ewakuowany do Krasnojarska, w maju 1942 został skierowany na front jako szef sztabu artylerii Frontu Wołchowskiego, od stycznia 1943 dowodził 17 Dywizją Artylerii Przełamania rezerwy Stawki Najwyższego Naczelnego Dowództwa, uczestniczył w operacji Iskra mającej przerwać blokadę Leningradu, walczył na Froncie Wołchowskim, od maja do września 1943 Woroneskim, potem 1 Ukraińskim. 24 kwietnia 1943 otrzymał stopień generała majora artylerii. Brał udział w operacji orłowskiej, forsowaniu Dniepru, operacji kijowskiej, żytomiersko-berdyczowskiej, korsuń-szewczenkowskiej, płoskirowsko-czerniowieckiej, lwowsko-sandomierskiej, wiślańsko-odrzańskiej, dolnośląskiej, górnośląskiej, berlińskiej i praskiej. 24 czerwca 1945 wziął udział w Paradzie Zwycięstwa na Placu Czerwonym, po wojnie dowodził dywizją w Centralnej Grupie Wojsk w Austrii, od lipca 1946 do maja 1947 służył w Taurydzkim Okręgu Wojskowym w Symferopolu, od maja 1947 do 1948 szkolił się na Wyższych Kursach Akademickich przy Wyższej Akademii Wojskowej im. Woroszyłowa, po czym został zastępcą dowódcy 9 Korpusu Artyleryjskiego. Od stycznia 1949 do września 1952 był I zastępcą dowódcy wojsk Kijowskiego Okręgu Obrony Przeciwlotniczej, od stycznia 1953 do grudnia 1954 zastępcą dowódcy artylerii Białoruskiego Okręgu Wojskowego, potem konsultantem i zastępcą naczelnika Naukowo-Badawczego Instytutu Artyleryjskiego i kierownikiem katedry taktyki artylerii Wojskowej Akademii Wojsk Pancernych i Zmechanizowanych Armii Radzieckiej im. Stalina, w grudniu 1958 zakończył służbę wojskową.

## Odznaczenia
- Złota Gwiazda Bohatera Związku Radzieckiego (29 maja 1945)
- Order Lenina (dwukrotnie)
- Order Czerwonego Sztandaru (czterokrotnie)
- Order Suworowa II klasy
- Order Kutuzowa II klasy
- Order Aleksandra Newskiego
- Medal „Za obronę Leningradu”
- Medal „Za zwycięstwo nad Niemcami w Wielkiej Wojnie Ojczyźnianej 1941–1945”
- Medal „Za zdobycie Berlina”
- Medal za Odrę, Nysę, Bałtyk (Polska Ludowa)

Oraz inne medale ZSRR i odznaczenia zagraniczne.